# فيكرز ويلينغتون
فيكرز ويلينغتون  (بالإنجليزية: Vickers Wellington)‏ هي قاذفة قنابل بعيدة المدى وثنائية المحركات، أنتجت في 1936 بالمملكة المتحدة. كانت تستخدم بشكل أساسي من قبل سلاح الجو الملكي. كان أول طيران لها في 15 يونيو 1936. انتهت خدمتها في 1953. صنع منها 11,461 طائرة.